# 伊希尼奧·烏里亞特
何塞·伊希尼奧·烏里亞特·加西亞·德爾巴里奧（西班牙語：José Higinio Uriarte y García del Barrio，1843年1月11日—1909年4月21日）是一名巴拉圭政治人物，1877年至1878年擔任巴拉圭總統。
烏里亞特是胡安·保蒂斯塔·基爾的堂兄。他曾擔任眾議院議長，1874年當選為巴拉圭副總統。基爾遇刺身亡後，烏里亞特在基爾四年任期的剩餘時間內擔任代理總統。1887年至1889年，他擔任巴拉圭財政部長。